# Rhinischia vicina
Rhinischia vicina är en insektsart som beskrevs av Max Beier 1954. Rhinischia vicina ingår i släktet Rhinischia och familjen vårtbitare. Inga underarter finns listade i Catalogue of Life.